# Mauro Camoranesi
Mauro Germán Camoranesi Serra Ufficiale OMRI (tiếng Tây Ban Nha: [ˈmauɾo xeɾˈmaŋ kamoɾaˈnesi ˈsera], tiếng Ý: [ˈmauro kamoraˈneːzi; -eːsi]; sinh ngày 4 tháng 10 năm 1976) là một huấn luyện viên và cựu cầu thủ bóng đá người Ý thi đấu ở vị trí tiền vệ.
Camoranesi bắt đầu sự nghiệp ở Argentina năm 1995, thi đấu cho Aldosivi và Banfield, ngoài ra còn một số lần thi đấu ở México với Santos Laguna và Cruz Azul, và ở Uruguay với Wanderers. Vào năm 2000, anh chuyển tới Ý và khoác áo Verona, và được Juventus mua về năm 2002. Camoranesi giành chức vô địch quốc gia và siêu cúp trong mùa giải đầu tiên, đồng thời lọt vào chung kết Champions League. Vào năm 2010, anh gia nhập VfB Stuttgart của Đức, sau đó trở lại Argentina đầu quân cho Lanús, rồi Racing Club, nơi anh giải nghệ năm 2014. Sau khi nghỉ thi đấu, Camoranesi bắt đầu công tác huấn luyện tại Coras de Tepic ở México và Tigre và Tapachula ở Argentina.
Mặc dù sinh ra ở Argentina nhưng Camoranesi lại khoác áo Đội tuyển bóng đá quốc gia Ý từ năm 2003. Anh tham dự Giải vô địch bóng đá châu Âu 2004, Giải vô địch bóng đá châu Âu 2008, và Cúp Liên đoàn các châu lục 2009; anh còn tham dự Giải vô địch bóng đá thế giới 2010, và là thành viên đội hình Ý lên ngôi ở Giải vô địch bóng đá thế giới 2006.

## Danh hiệu
- Giải vô địch quốc gia Mexico:

- Vô địch: 1996 (Santos Laguna)
- Về nhì (1): 1999 (Cruz Azul)

### Juventus
- Serie A

- Vô địch (3): 2002-03, 2004-05, 2005-06
- không được công nhận do Calciopoli: 2005, 2006

- Cúp quốc gia Italia

- Á quân (1): 2004

- Siêu cúp Italia

- Vô địch (2): 2002, 2003
- Về nhì (1): 2005

- Serie B: 2007
- UEFA Champions League

- Về nhì (1): 2003

### Đội tuyển quốc gia
- FIFA World Cup: 2006.